# H Block
H Block è il settimo album di Christy Moore, pubblicato dalla HB Records nel 1980. Uno dei dischi più schierati e impegnati politicamente del musicista irlandese, che qui tratta l'argomento dei militanti indipendentisti dell'IRA detenuti nelle carceri speciali (H-Block, come il titolo del disco).

## Tracce
Lato A
1. Rights of Man – 2:53 (Brano tradizionale, arrangiamento Matt Molloy)
2. Guest of the Queen – 1:47 (Brian Ua Baoill)
3. On the Blanket – 6:19 (Mick Hanly)
4. H. Block Song – 5:19 (Francie Brolly)
5. Repeal the Union – 0:58 (Brano tradizionale, arrangiamento Matt Molloy)

Lato B
1. Bright Star – 1:27 (Poema scritto da prigionieri del H-Block, arr. Christy Moore)
2. Taimse I Mo Chodladh – 3:41 (Brano tradizionale)
3. 90 Miles from Dublin – 5:56 (Christy Moore)
4. A Retort (Poema scritto da prigionieri del H-Block, arr. Christy Moore)
5. Lucy Campbell / Patsy Tuohy (Brano tradizionale,)

## Musicisti
- Christy Moore - chitarra, voce
- Christy Moore - voce (brano: B3)
- Donal Lunny - bouzouki, chitarra
- Declan Sinnott - chitarra
- Dan Dowd - cornamuse (uileann pipes) (brano: B2)
- Matt Molloy - flauto (brani: A1 & A5)
- Noel Hill - concertina, fiddle (brano: B5)
- Tony Linane - concertina, fiddle (brano: B5)